# Stare Gierałty
Stare Gierałty – wieś w Polsce położona w województwie podlaskim, w powiecie wysokomazowieckim, w gminie Szepietowo.
W latach 1975–1998 miejscowość administracyjnie należała do województwa łomżyńskiego.

## Historia
W roku 1921 wymieniono folwark Gierałty Stare. Naliczono tu 2 budynki z przeznaczeniem mieszkalnym oraz 32. mieszkańców (16. mężczyzn i 16 kobiet). Wszyscy podali narodowość polską.
W latach 1954–1972 miejscowość wchodziła w skład Gromady Dąbrówka Kościelna.
Historia majątku Gierałty Stare opisana jest w książce pt.: „Dzieje obszaru gminy Szepietowo w XV-XX wieku”.

## Obiektyzabytkowe
- ślady osadnicze z epoki mezolit-nowożytność
- ślady osadnicze z wczesnego średniowiecza
- ślady osadnicze z późnego średniowiecza[8]